# Căn cứ không quân thứ 22
Căn cứ không quân thứ 22 (tiếng Ba Lan: 22. Baza Lotnicza Baza Lotnicza) là một căn cứ không quân của Không quân Ba Lan ở phía đông Malbork, Ba Lan, gần làng Królewo Malbourskie. Nó được chính thức thành lập vào ngày 1 tháng 1 năm 2001, thay thế cho Trung đoàn Hàng không Chiến đấu 41 đã tan rã. Đơn vị chủ lực đóng tại đó là Phi đội chiến thuật không quân số 41 lái máy bay chiến đấu MiG-29.

## Lịch sử
Một sân bay dân sự được thành lập vào năm 1929 tại Königsdorf gần Marienburg. Nó được mua lại bởi Luftwaffe vào năm 1934. Gần sân bay là 100 mẫu Anh (0,40 km2) để dành làm khu sản xuất máy bay Focke-Wulf đã được chuyển đến từ Bremen  và là nơi sản xuất khoảng một nửa số máy bay Focke-Wulf Fw 190. Vào ngày 9 tháng 10 năm 1943, một cuộc không kích thứ tám của Không quân Hoa Kỳ vào "khu công nghiệp ở Marienburg", bởi 96 Pháo đài bay B-17  được tạp chí Life gọi là cuộc đột kích Marienburg. Nhà máy đã bị tấn công lần thứ hai bởi 98 chiếc B-17 vào ngày 9 tháng 4 năm 1944.
Vào tháng 5 năm 2014, Căn cứ này được sử dụng bởi máy bay của Không quân Pháp, được triển khai như là một phần trong phản ứng của NATO đối với sự can thiệp của quân đội Nga vào Ukraine năm 2014. Ban đầu, mặc dù vào ngày 2 tháng 6 năm 2014 máy bay Dassault Rafale đã được triển khai, bốn máy bay chiến đấu Dassault Mirage 2000 từ EC 1/2 và EC 2/5 đã giải phóng chiếc Rafales. Máy bay General Dynamics F-16 Fighting Falcon từ Hà Lan và sau đó từ Bỉ đóng quân ở Malbork cho đến tháng 8 năm 2015, khi mà các hoạt động chiến dịch Kiểm soát không quân Baltic bị giảm từ ba xuống còn hai căn cứ.